# Plebicula styx
Plebicula styx är en fjärilsart som beskrevs av Turati och Ruggero Verity 1911. Plebicula styx ingår i släktet Plebicula och familjen juvelvingar. Inga underarter finns listade i Catalogue of Life.